# LGBT práva v Srbsku

Duhová mapa Srbska

Lesby, gayové, bisexuálové a transsexuálové (LGBT) se v Srbsku mohou setkávat s právními komplikacemi neznámými pro heterosexuální obyvatelstvo. Mužská i ženská stejnopohlavní sexuální aktivita je zde sice legální, ale domácnosti tvořené homosexuálními páry nemají rovný přístup ke stejné právní protekci jako heterosexuální páry.
V květnu 2014 bylo Srbsko označeno Amnesty International jako jedna ze zemí s nedostatečnou vůlí k boji s homofobií a transfobií, s čímž souvisí i rozhodnutí tamních politiků zakazovat konání festivalů hrdosti z důvodu nebezpečí ze strany homofobních skupin. V reakci na to se v září 2014 v Bělehradu úspěšně konal první festival gay pride.
V r. 2016 se Srbsko v rámci průzkumu úrovně LGBT práv ze strany ILGA zařadilo na 28. místě ze 49 zkoumaných evropských zemí.
V červnu 2017 se Ana Brnabićová stala nejen první ženou v úřadě premiéra, ale i zároveň otevřeně homosexuální osobou činnou v srbské politice. První homosexuální ženou v čele vlády byla islandská premiérka Jóhanna Sigurðardóttir. Brnabićová je také prvním srbským premiérem, který se účastnil pochodu hrdosti sexuálních menšin.

## LGBT problematika v zemi

### Zákony týkající se stejnopohlavní sexuální aktivity

#### Srbské knížectví
V r. 1858 Osmanská říše legalizovala stejnopohlavní sexuální styk.

#### Srbské království
Stejnopohlavní sexuální styk byl v Srbském království legální.

#### Jugoslávie
Podle jugoslávských trestních zákonů z r. 1929 bylo trestné smilstvo proti zákonům přírody (anální styk) mezi osobami. Roku 1959 Federativní socialistická republika Jugoslávie snížila trestní sazbu za homosexuální anální styk ze dvou let na jeden rok.

#### Socialistická autonomní oblast Vojvodina
V r. 1977 byl stejnopohlavní sexuální styk legalizován v Socialistické autonomní oblasti Vojvodina, zatímco ve zbytku Socialistické republiky Srbsko zůstal ilegální. V r. 1990 se Vojvodina stala součástí právního řádu Srbska a mužská homosexualita se tak stala opět trestnou.

#### Jugoslávie/Srbsko a Černá Hora
V r. 1994 se mužský homosexuální styk stal legálním v Republice Srbsko, která tou dobou byla součástí Federativní republiky Jugoslávie. Legální věk způsobilosti k pohlavnímu styku byl stanoven na 18 let pro anální pohlavní styk mezi muži a 14 let pro ostatní sexuální praktiky. Ke sjednocení tohoto věku na 14 let bez ohledu na sexuální orientaci a pohlaví zúčastněných došlo až v 1. ledna 2006.

### Stejnopohlavní soužití
Byť stejnopohlavní soužití nikdy nemělo v Srbsku žádné právní uznání, tak po přijetí nové Ústavy Republiky Srbsko v listopadu 2006 je manželství přímo definované jako výhradní svazek muže a ženy (Článek 62). I přesto přese všechno nemá stejnopohlavní soužití žádný prání institut, a to ani ve formě registrovaného partnerství či neregistrovaného soužití, ačkoliv nejsou přímo zakázány.
V lednu 2011 dalo Ministerstvo zahraničí povolení Britské ambasádě v Bělehradu k výkonu registrace stejnopohlavních párů, z nichž jsou oba Britové nebo jeden je Brit a druhý není srbské státní příslušnosti. Hned na to požádala Francouzská ambasáda v Bělehradu o výkon uzavírání občanského paktu solidarity mezi Francouzi.

### Služba v armádě
V r. 2010 vydala Armáda Republiky Srbsko povolení homosexuálním mužům a ženám otevřeně působit v jejich složkách. Tento krok však nebyl oficiálně publikován v médiích. Nicméně srbští LGBT aktivisté tuto novinku své komunitě sdělili v rámci podpory svých členů ke službě.

### Právní ochrana
Až do r. 2002 nemělo Srbsko žádné zákony chránící práva LGBT menšiny.
V r. 2002 parlament schválil novelu Mediálního zákona (§ 21), která povoluje médiím zdržet se šíření informací podporujících diskriminaci, nenávist a násilí vůči sexuálním a jiným menšinám.
V r. 2005 se novelizoval Zákoník práce s výslovným zákazem diskriminace na základě sexuální orientace v pracovněprávních vztazích. Nejsou ale známy žádné případy trestních řízení konaných z důvodu jeho porušení.
V r. 2005 parlament novelizoval Zákon o vysokých školách, který garantuje všem členům akademických obcí stejná práva a povinnosti bez ohledu na jejich sexuální orientaci.
26. května 2009 byl vydán anti-diskriminační zákon zakazující veškerou diskriminaci sexuálních a jiných menšin ve všech aspektech veřejného života.
5. července 2011 parlament schválil zákon o ochraně mládeže zakazující diskriminaci na základě sexuální orientace.
28. července 2011 se novelizoval Zákon o veřejném zdravotním pojištění, který garantuje plnou úhradu veškerých léčebných výloh osobám podstupujícím chirurgickou změnu pohlaví.

### Zákon proti anti-LGBT projevům
Od r. 2003 byl v reakci na nenávistné projevy v médiích vydán zákaz diskriminace sexuálních menšin. Ten se zahrnul do Zákona o informačních službách. I tak už ale existoval podobný zákaz v Zákoně o veřejném rozhlase, přijatý r. 2002. Nicméně tyto zákony nejsou dodržovány a Mediální úřad, jakožto státní složka, která by měla kontrolovat respektování tohoto zákona ze strany registrovaných rozhlasových statnic, jej dle LGBT organizací nevymáhá dostatečně. Anti-diskriminační zákon z r. 2009 zakazuje veškerou ant-LGBT diskriminaci.

### Trestné činy z nenávisti
24. prosince 2012 parlament schválil novelu Trestního zákoníku, která uznává vědomí odlišné sexuální orientace nebo genderové identity poškozených za přitěžující okolnost.

## Hnutí za práva LGBT

### Organizace seřazené vzestupně podle date založení
- 1990-1995: Arkadija, Belgrade
- 1995: Labris, Belgrade; předtím součástí Arkadija
- 1999-2004: New Age – Rainbow, Novi Sad
- 2000: Gayten LGBT, Belgrade; předtím součástí Arkadija
- 2000-2003: Deve, Belgrade; předtím součástí Arkadija a Labris
- 2000: Queeria Center, Belgrade
- 2001: LGBT Vojvodina, oddělení práva a kultury v rámci lidskoprávního centra pro LGBT populaci ve Vojvodině, Novi Sad
- 2001: Safe Pulse of Youth, Belgrade
- 2002-2009: Lambda, Niš/Kragujevac
- 2003-2004: Pride, Belgrade
- 2004: Taboo, Zrenjanin/Kragujevac
- 2004: Novi Sad Lesbian Organization, Novi Sad
- 2005: Queer Belgrade, Belgrade; předtím součást Pride
- 2005: Gay Straight Alliance, Belgrade; předtím součást Pride
- 2006: Duga, Šabac
- 2008-2011: LGBT Left, Subotica
- 2009: Gay Lesbian Info Center, Belgrade; předtím součást Queeria Center
- 2010: Support Group for Young Gay Men Archivováno 5. 10. 2010 na Wayback Machine., Novi Sad
- 2011: Belgrade Pride Archivováno 5. 12. 2015 na Wayback Machine., Belgrade
- 2013: GOOSI, gay organizace pro lidi s handicapem, Belgrade
- 2013: LGBT Novi Sad, Novi Sad

### Online komunity a novinové portály seřazené vzestupně podle date založení
- 1998: Gay-Serbia.com
- 2001: Adriatic LGBT Activism, předtím znám jako Yugoslavian LGBT Activism formerly known as Yugoslavian LGBT Activism
- 2001: GayEcho, předtím znám jako Queeria
- 2008: GayRomeo, version in Serbian
- 2011: Optimist LGBT magazine
- 2012: Szerbiai Magyar LMBT Csoport, Maďarská LGBT komunita v Srbsku

## Sociální podmínky

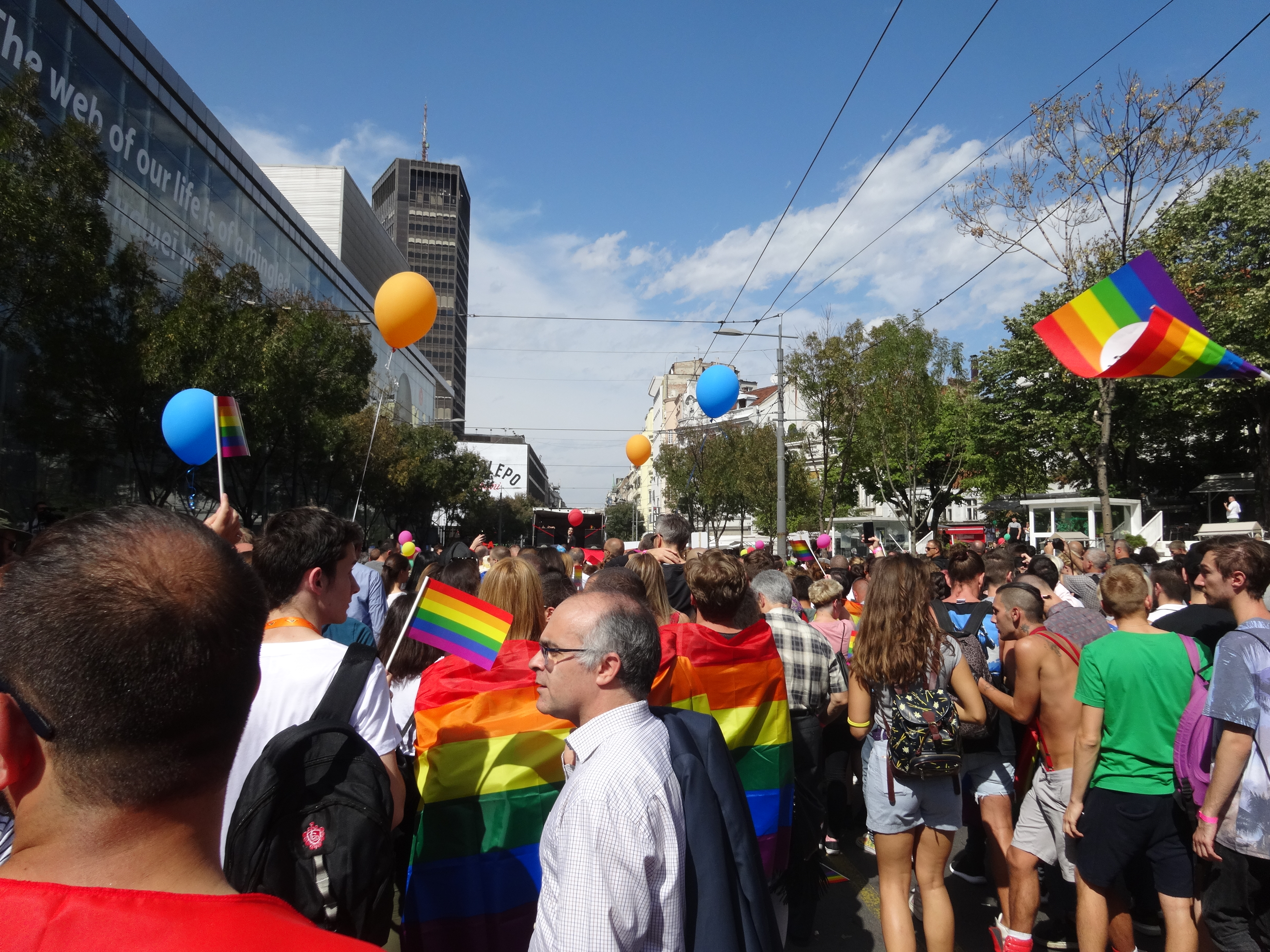
Belgrade Pride, 2017

Gayové a lesby v Srbsku stále čelí diskriminaci a harašmentu. Většina zdejšího obyvatelstva zaujímá proti homosexuálům silně odmítavý postoj, což má za následek fyzické útoky proti homosexuálním osobám, které nejvíc vygradovaly v rámci prvního festivalu Belgrade Pride.
Už předtím zde bylo mnoho snah o konání festivalu hrdosti. K prvním došlo r. 2004 v Bělehradu za iniciativy aktivistů z GSA a v r. 2007 Novi Sadu ze strany LGBT Vojvodina, ale z důvodu nedostatečných finančních prostředků a s nimi související ochranou před možnými útoky je nešlo zorganizovat. Třetí z nich – Belgrade Pride 2009 – byl zrušen z podobných důvodů, neboť policie negarantovala dostatečnou ochranu před útočníky.
Druhý festival Belgrade Pride byl zorganizován 10. října 2010 s tisícem účastníků. Přestože pochod měl podporu i ze strany západních zemí a evropských institucí, byl vystaven častým výpadům extremistů. Bělehradská policie musela mobilizovat několik tisíc mužů ve snaze zajistit bezpečnost průvodu, což bylo dalším argumentem veřejného mínění proti tomu, aby se pochod uskutečnil (argumentováno bylo především vysokými výdaji na bezpečnost).
Druhý Pochod hrdosti byl uskutečněn v roce 2014. Město během něj zažilo opět rozsáhlé bezpečnostní manévry a trasa pochodu byla dlouhá jen několik set metrů.
Úřední veřejné listiny nahlížející na homosexualitu coby sexuální deviaci a poruchu jsou stále všeobecně využívány. Po několika žádostech Srbská asociace lékařů definitivě vyškrtla homosexuální orientaci z oficiálního seznamu duševních poruch r. 2008.
Ochrana LGBT práv je v Srbsku stále nedostatečná a silně komplikovaná[zdroj?] v důsledku existence několika nacionalistických a profašistických[zdroj?] asociací jako jsou Obraz, 1389 a Stormfront podporované některými[zdroj?] pravicovými stranami. Tyto skupiny při některých příležitostech veřejně útočí na LGBT lidi, byť média a policie proti nim řádně zakročují. Hanlivé označení peder/педер je v srbské společnosti docela rozšířené. Jedním ze sloganů radikálních organizací proti pochodu byla i věta Beogradom krv će liti, gej parade neće biti (Bělehradem poteče krev a gay průvod nebude).
Rozvoji LGBT práv a kultury v Srbsku napomáhají LGBT sítě jakými jsou nejstarší Adriatic LGBT Activism mailing list v regionu, GayEcho a Gay-Serbia; poslední dva jsou hlavní online gay portály.
Hluboce zakořeněná homofobie hrála svojí roli v při Rozpadu Jugoslávie.[zdroj?] Kořenem původu rostoucího napětí mezi Albánci a Srby byla aféra násilného zasunutí skleněné láhve do análního traktu Đorđe Martinoviće, Srba v Kosovu. Nejprve tvrdil, že se jednalo o nehodu, později ale řekl, že původ jeho zranění má na svědomí Albánec, což mainstreamově vzbudilo pozornost a nevoli Srbů vůči Albáncům. Tento čin byl rovněž ze strany nacionalistů považován ze jednu z forem tureckého mučení, neboť Albánci a Turci mají společné náboženství, islám.

### Gay kultura
Gay scéna je zde malá, ale rozvíjející. Od r. 2011 Loud and Queer pořádá v bělehradských nočních klubech různé akce. Pleasure and Apartman působí v pátek a v sobotu.
Dále v Bělehradě existují bary a kavárny jakými jsou Fenix, Smiley, Espeho, 24, Mystik a gay friendly Downtown Cafe a dalším v Novim SAdu a Subotice.

## Veřejné mínění
Podle průzkumu Gay Straight Alliance z r. 2008 považuje 83 % Srbů homosexualitu za poruchu, což je největší názorové procento v tomto šetření.

## Životní podmínky
| Legální stejnopohlavní styk                                                             | (1994)                                            |
| Stejný věk legální způsobilosti k pohlavnímu styku pro obě orientace                    | (2006)                                            |
| Anti-diskriminační zákony v zaměstnání                                                  | (2005)                                            |
| Anti-diskriminační zákony v přístupu ke zboží a službám                                 | (2009)                                            |
| Anti-diskriminační zákony v médiích                                                     | (2002; nedostatečně prosazovány)                  |
| Anti-diskriminační zákony v ostatních oblastech (homofobní urážky, zločiny z nenávisti) | (2013)                                            |
| Stejnopohlavní manželství                                                               | (Ústavní zákaz od r. 2006)                        |
| Jiná forma stejnopohlavního soužití                                                     | (Navrženo, 2020)                                  |
| Adopce dítěte partnera                                                                  | No                                                |
| Společná adopce stejnopohlavními páry                                                   | No                                                |
| Gayové a lesby mohou otevřeně sloužit v armádě                                          | (2005)                                            |
| Možnost změny pohlaví                                                                   | (2007)                                            |
| Přístup k umělému oplodnění pro lesbické ženy                                           | No                                                |
| Náhradní mateřství pro gay páry                                                         | (žádná právní úprava ani pro heterosexuální páry) |
| MSM smějí darovat krev                                                                  | / (požadována 6měsíční zkušební lhůta)            |